# هولتون (کانزاس)
هولتون (به انگلیسی: Holton) شهری در ایالت کانزاس کشور ایالات متحده آمریکا است که جمعیت آن در سرشماری سال ۲۰۱۰ میلادی، ۳٬۳۲۹ نفر بوده‌است.